# 웨이랜드 (프로토콜)
웨이랜드(Wayland)는 디스플레이 서버와 클라이언트가 통신할 수 있는 C를 사용하여 만든 프로토콜이다. Wayland는 Kristian Høgsberg가 이끄는 자원 봉사자들이 개발한 오픈 소스 소프트웨어이다. 개발 목적은 리눅스나 유닉스 계열 운영 체제에서 사용하는 X 윈도 시스템을 현대적이고 간결한 윈도 시스템으로 교체하는 것이다. 소스 코드는 HPND 라이선스 하에 공개되었다.
| 버전                                              | 날짜             |
| 0.85                                              | 2012년 2월 9일   |
| 0.95                                              | 2012년 7월 24일  |
| 1.0                                               | 2012년 10월 22일 |
| 1.1                                               | 2013년 4월 15일  |
| 1.2                                               | 2013년 7월 12일  |
| 1.3                                               | 2013년 10월 11일 |
| 1.4                                               | 2014년 1월 23일  |
| 1.5                                               | 2014년 5월 20일  |
| 1.6                                               | 2014년 9월 19일  |
| 1.7                                               | 2015년 2월 14일  |
| 1.8                                               | 2015년 6월 2일   |
| 1.9                                               | 2015년 9월 21일  |
| 1.10                                              | 2016년 2월 17일  |
| 1.11                                              | 2016년 6월 1일   |
| 1.12                                              | 2016년 9월 21일  |
| 1.13                                              | 2017년 2월 24일  |
| 1.14                                              | 2017년 8월 8일   |
| 1.15                                              | 2018년 4월 9일   |
| 1.16                                              | 2018년 8월 24일  |
| 1.17                                              | 2019년 3월 20일  |
| 1.18                                              | 2019년 8월 2일   |
| 오래된 버전오래된 버전, 지원 중최신 버전배포 예정 |                  |

## 같이 보기
- X 윈도 시스템